# Advenella
Advenella Coenye et al., 2005 è un genere di Proteobacteria cui sono state ascritte due specie precedentemente attribuite al genere Tetrathiobacter: Advenella kashmirensis e Advenella mimigardefordensis.

## Etimologia
Il nome Advenella deriva dal sostantivo femminile latino advena: sconosciuto, alieno. Infatti l'origine di questi insoliti microorganismi è tuttora sconosciuta. È stato aggiunto il suffisso -ella.